# Чемпіонат Гренландії з футболу
Чемпіонат Ґренландії з футболу або Кока-Кола ГМ (гренл. Angutit Inersimasut GM) — чемпіонат Ґренландії з футболу серед чоловіків, розігрується з 1954 року. З 1971 року турнір організовується Футбольною асоціацією Ґренландії.

## Формат турніру
Більшість турнірів гралися в один календарний рік. Чемпіонат складається з 2 етапів:
- Перший етап - кваліфікаційні матчі між командами, які територіально близько розташовані одна до одної. Є 5 відбіркових зон за географічним принципом: Північ, Центр, Південь, Схід, затока Діско.
- Другий (фінальний) етап - до нього потрапляють 7 команд, що пройшли кваліфікацію, а також одна команда, яка є господаркою фінального турніру. Він проходить в одному місті. Команди розбиваються на 2 групи. Найкращі клуби обох груп розігруюють чемпіонство.

## Чемпіони
| - 1954/55: «Нуук Ідраетслаг» - 1955-56: не відбувся - 1958: «Ґренландс Семінаріус Спортклуб» або Кіссавіарсук 1933 (Кагорток) - 1959/60: не відомо - 1960: Нанук - 1961-64: не відомі - 1965: не відбувся - 1966: «Кіссавіарсук 1933» - 1967: Кіссавіарсук 1933 - 1968: Тупілаккен 41 - 1969: Кіссавіарсук 1933 - 1970: Тупілаккен 41 - 1971: Тупілаккен 41 - 1972: «Ґренландс Семінаріус Спортклуб» - 1973: «Ґренландс Семінаріус Спортклуб» - 1974: Сіумут Амердлок Кунук - 1975: «Ґренландс Семінаріус Спортклуб» - 1976: «Ґренландс Семінаріус Спортклуб» - 1977: Нагдлунгуак-48 - 1978: Нагдлунгуак-48 - 1979: Крістансхаб Ідраетсфоренінг 70 - 1980: Нагдлунгуак-48 - 1981: Нуук Ідраетслаг - 1982: Нагдлунгуак-48 | - 1983: Нагдлунгуак-48 - 1984: Нагдлунгуак-48 - 1985: Нуук Ідраетслаг - 1986: Нуук Ідраетслаг - 1987: Кіссавіарсук 1933 - 1988: Нуук Ідраетслаг - 1989: Кагссакссук - 1990: Нуук Ідраетслаг - 1991: Кіссавіарсук 1933 - 1992: Акігссіак (Маніітсок) - 1993: Б-67 - 1994: Б-67 - 1995: Кугсак-45 - 1996: Б-67 - 1997: Нуук Ідраетслаг - 1998: Кіссавіарсук 1933 - 1999: Б-67 - 2000: Нагдлунгуак-48 - 2001: Нагдлунгуак-48 - 2002: Кугсак-45 - 2003: Кіссавіарсук 1933 - 2004: ФК «Маламук» - 2005: Б-67 - 2006: Нагдлунгуак-48 - 2007: Нагдлунгуак-48 | - 2008: Б-67 - 2009: Ґ-44 - 2010: Б-67 - 2011: Ґ-44 - 2012: Б-67 - 2013: Б-67 - 2014: Б-67 - 2015: Б-67 - 2016: Б-67 - 2017: Інуїт Тімерсокатігііффіат-79 - 2018: Б-67 - 2019: Нагдлунгуак-48 - 2022: Нагдлунгуак-48 - 2023: Б-67 - 2024: Б-67 |

## Чемпіонські титули
Примітка: ФАҐ офіційно визнає тільки титули чемпіонатів, проведених під своєю егідою (з 1971 року).
| № | Клуб                                                     | Перемоги | Роки                                                                                     |
| - | -------------------------------------------------------- | -------- | ---------------------------------------------------------------------------------------- |
| 1 | «Б-67» Нуук                                              | 15       | 1993, 1994, 1996, 1999, 2005, 2008, 2010, 2012, 2013, 2014, 2015, 2016, 2018, 2023, 2024 |
| 2 | «Нагдлунгуак-48» (N-48) Ілуліссат                        | 12       | 1977, 1978, 1980, 1982, 1983, 1984, 2000, 2001, 2006, 2007, 2019, 2022                   |
| 3 | «Кіссавіарсук 1933» Какорток                             | 8        | 1964, 1967, 1969, 1987, 1988, 1991, 1998, 2003                                           |
| 4 | «Нуук Ідраетслаг» (NÛK або NIL)                          | 6        | 1955, 1981, 1985, 1986, 1990, 1997                                                       |
| 5 | «Ґренландс Семінаріус Спортклуб» (GSS) Нуук              | 5        | 1958, 1972, 1973, 1975, 1976                                                             |
| 6 | Тупілаккен 41 Каанаак                                    | 3        | 1968, 1970, 1971                                                                         |
| 7 | «Г-44» Кекертарсуак                                      | 2        | 2009, 2011                                                                               |
| 7 | «Кугсак-45» Касігіаннгуіт                                | 2        | 1995, 2002                                                                               |
| 8 | «Нанук»                                                  | 1        | 1960                                                                                     |
| 8 | «Сіумут Амердлок Кунук» (SAK) Сісіміут                   | 1        | 1974                                                                                     |
| 8 | «Крістансхаб Ідраетсфоренінг 70» (CIF-70) Касінгіаннгуїт | 1        | 1979                                                                                     |
| 8 | «Кагссакссук» Маніітсок                                  | 1        | 1989                                                                                     |
| 8 | «Акігссіак» Маніітсок                                    | 1        | 1992                                                                                     |
| 8 | «ФК «Маламук» Ууманнак                                   | 1        | 2004                                                                                     |
| 8 | Інуїт Тімерсокатігііффіат-79                             | 1        | 2017                                                                                     |

## Команди, які виступають або виступали в чемпіонаті
- Нарсак-85
- Інуїт Тімерсокатігііффіат-79
- А.Т.А.
- УБ-83

## Телетрансляція
Всі матчі чемпіонату Ґренландії транслюються на місцевому ТБ.